# Anttola (Nyslott)
Anttola är en tätort (finska: taajama) i Nyslotts stad (kommun, fram till 2012 Kerimäki) i landskapet Södra Savolax i Finland. Vid tätortsavgränsningen den 31 december 2021 hade Anttola 301 invånare och omfattade en landareal av 2,44 kvadratkilometer.